# Musa textilis
O Musa textilis ou ainda abacá, alvacá (do árabe al-baqâ, ""o duradouro", o "resistente"), cânhamo-de-manila é a fibra e a planta da família Musaceae É nativo das Filipinas e norte da Indonésia.

## Descrição
É uma planta estoloníferas, o que significa que produz brotos ao longo do chão que em seguida se enraíza em cada segmento. Atinge de 4 a 7 metros de altura sendo endêmica nas Filipinas.

## Uso
A fibra extraída das folhas é utilizada na fabricação de cordames e papéis. Durante algum tempo era a fibra preferida para a fabricação de cordas para a pesca devido sua força e resistência à água salgada, mas seu uso tem diminuído com o advento de fibras sintéticas. Atualmente o seu principal uso tem sido para obtenção de polpa para a fabricação de papel usados em uma variedade de produtos como sacos de chá, cédulas, papel de filtro, papel de capacitores, cigarros etc.